# آبشار یخ‌زده
آبشار یخ‌زده (به انگلیسی: The Slippery Slope) نام یکی از کتاب‌های مجموعه ماجراهای بچه‌های بدشانس است. این کتاب توسط دنیل هندلر با نام مستعار لمونی اسنیکت نوشته شده و برت هلکوئیست آن را تصویرگری کرده‌است.

## مشخصات کتاب
نوشته لمونی اسنیکت با تصویر گری برت هلکوئیست دهمین داستان از سری ماجراهای بچه‌های بدشانس که توسط رضا دهقان به فارسی ترجمه گردید و در ۲۳۸ صفحه توسط نشر ماهی منتشر شده‌است.

## داستان
کلاوس و ویولت با کمک یکدیگر جان خود را نجات می‌دهند ولی سانی از آن‌ها جدا می‌شود و در کوهستان مورتمین همراه با کنت الاف و دارودسته اش ماجراجویی می‌کند(به عبارتی اسیر آنهاست)و در طول داستان آشپزی اش پیشرفت فراوانی می‌کند و حرفهایش قابل هضم تر می‌شود کلاوس و ویولت با قل سوم کواگیمایرها روبه رو می‌شوند که از آتش سوزی نجات پیدا کرده‌است و در مورد VFD اطلاعاتی به کلاوس و ویولت می‌دهد و سانی را می بیند در آخر داستان آن‌ها سانی را نجات می‌دهند ولی در رودخانه استریکن در شرف غرق شدن هستند که ادامه آن در جلد بعدی یعنیغار غم انگیز خوانده می‌شود.